# Eurotel Slovak Indoor
Eurotel Slovak Indoor - kobiecy turniej tenisowy zaliczany do cyklu WTA. Rozgrywany był na kortach twardych w Bratysławie, nieprzerwanie w latach 1999–2002. Ostatnią edycję turnieju wygrała Maja Matevžič, natomiast swój pierwszy triumf w turniejach z cyklu WTA odniosła w Bratysławie Amélie Mauresmo (1999).

## Mecze finałowe

### gra pojedyncza
| Rok  | Mistrzyni       | Finalistka     | Wynik         |
| 2002 | Maja Matevžič   | Iveta Benešová | 6:0, 6:1      |
| 2001 | Rita Grande     | Martina Suchá  | 6:1, 6:1      |
| 2000 | Dája Bedáňová   | Miriam Oremans | 6:1, 5:7, 6:3 |
| 1999 | Amélie Mauresmo | Kim Clijsters  | 6:3, 6:3      |

### gra podwójna
| Rok  | Mistrzynie                          | Finalistki                            | Wynik         |
| 2002 | Maja Matevžič Henrieta Nagyová      | Nathalie Dechy Meilen Tu              | 6:4, 6:0      |
| 2001 | Dája Bedáňová Jelena Bowina         | Nathalie Dechy Meilen Tu              | 6:3, 6:4      |
| 2000 | Daniela Hantuchová Karina Habšudová | Petra Mandula Patricia Wartusch       | walkower      |
| 1999 | Kim Clijsters Laurence Courtois     | Wolha Barabanszczykawa Lilia Osterloh | 6:2, 3:6, 7:5 |